# Spencer Cox
Spencer James Cox (Mount Pleasant, Utah; 11 de julio de 1975) es un abogado y político estadounidense. Desde 2021 se desempeña como gobernador de Utah. Miembro del Partido Republicano, Cox también se desempeñó como vicegobernador de Utah entre 2013 y 2021.

## Primeros años y educación
Cox se crio en el condado de Sanpete; donde se graduó del North Sanpete High School. Se inscribió en Snow College y completó una misión en México para La Iglesia de Jesucristo de los Santos de los Últimos Días mientras era estudiante. Durante ese tiempo, se casó con su novia de la escuela secundaria, Abby, quien también se graduó de Snow College. Después de graduarse con un título de asociado, asistió a la Universidad Estatal de Utah (USU), donde obtuvo una licenciatura en ciencias políticas, mientras que Abby obtuvo un título en educación especial. En USU, Cox fue nombrado "Estudiante del Año" y se graduó con un promedio de calificaciones de 4.0. Aceptado en la Escuela de Derecho de Harvard, Cox se inscribió en la Facultad de Derecho de la Universidad Washington y Lee, donde recibió su Juris Doctor.

## Carrera

### Trabajo legal
Después de la escuela de leyes, Cox fue secretario del juez Ted Stewart del Tribunal de Distrito de los Estados Unidos para el Distrito de Utah. Después de su pasantía, Cox se unió a Fabian and Clendenin, un bufete de abogados de Salt Lake City. Regresó a la zona rural de Utah y se convirtió en vicepresidente de CentraCom.

### Política
Cox fue elegido concejal de la ciudad de Fairview en 2004 y alcalde el año siguiente. En 2008, fue elegido comisionado del condado de Sanpete. Cox fue elegido miembro de la Cámara de Representantes de Utah en 2012 y se convirtió en el primer miembro en pedir la destitución de John Swallow, el fiscal general de Utah, por violaciones de las leyes de financiamiento de campañas. Cox y el vicegobernador Bell se desempeñaron como copresidentes de la Junta de Asociación Rural del gobernador Herbert.

## Gobernador de Utah
El 14 de mayo de 2019, después de que Herbert anunciara que no buscaría la reelección, Cox anunció su candidatura para la nominación republicana a gobernador de Utah en 2020. Cox ganó las primarias republicanas con el 36,4% de los votos; el exgobernador Jon Huntsman recibió el 34,6%. Cox derrotó a Chris Peterson, el candidato del Partido Demócrata, en las elecciones generales de noviembre.
En una ruptura con la tradición, la inauguración de Cox el 4 de enero de 2021 (con precauciones contra la pandemia de COVID-19) se llevó a cabo en el Centro Tuacahn para las Artes en Ivins, una pequeña ciudad en el condado de Washington. El propósito declarado de esta medida era expresar el deseo de Cox de ser gobernador de todo el estado en lugar de centrarse en la región del Frente Wasatch.

## Posiciones políticas

### Aborto
Cox se identifica como provida y se opone al aborto, excepto en los casos de violación, incesto o riego para la vida de la madre.
En mayo de 2022, después de la filtración del proyecto de opinión para revocar Roe v. Wade, Cox expresó su apoyo a la decisión, pero condenó la filtración y dijo: «Si bien nos sentimos alentados y optimistas ante la posibilidad de que la ley del aborto se deje en manos de los representantes de los estados debidamente elegidos, los proyectos de fallos no son fallos reales y los borradores filtrados son una peligrosa violación del protocolo y las deliberaciones de la corte».
El 24 de junio de 2022, Cox expresó su apoyo a la anulación de Roe v. Wade y dijo: «Esta administración se ha dedicado a dar voz a los más vulnerables de nuestra sociedad, incluidos los no nacidos. Apoyamos incondicionalmente este fallo de la Corte Suprema, y nos alienta ver que la ley sobre el aborto quedará en manos de los representantes estatales electos. Como defensores de la vida, esta administración está igualmente comprometida a apoyar a las mujeres y las familias en Utah. Todos debemos hacer más para apoyar a las madres, las mujeres embarazadas y los niños que enfrentan pobreza y trauma».
En marzo de 2023, Cox firmó un proyecto de ley que prohibía el funcionamiento de clínicas de aborto en Utah y exigía que los abortos se realizaran en un hospital.

### Armas
En febrero de 2021, Cox firmó un proyecto de ley constitucional para permitir que las personas porten un arma de fuego en público sin un permiso, lo que convirtió a Utah en el estado número 17 en hacerlo.

### Donald Trump
En octubre de 2015, Cox respaldó a Marco Rubio en las primarias presidenciales republicanas de 2016. Después de que Rubio se retiró, Cox respaldó a Ted Cruz en marzo de 2016. De Donald Trump, el favorito, Cox dijo: «Nos preocupamos mucho por el decoro. Nos preocupamos por nuestros vecinos. Somos una gente buena y amable. Él no representa la bondad». Dijo que no apoyaría a Trump si ganaba la nominación republicana: «Creo que es falso. Creo que es peligroso. Pienso que representa lo peor de nuestro gran país...No votaré por Hillary, pero tampoco votaré por Trump».

## Resultados electorales

### Vicegobernador de Utah
|  | 71,75 % |

|  | 66,74 % |

### Gobernador de Utah
|  | 36,15 % |

|  | 62,98 % |